# Pierre à la Marte
La Pierre à la Marte est un dolmen situé à Montchevrier dans le département français de l'Indre.

## Historique
Dans son Mémoire statistique du département de l'Indre paru en 1804, le préfet Dalphonse donne une description détaillée du dolmen qu'il situe par erreur à Saint-Plantaire à la suite d'une confusion avec le dolmen de la Pierre-Là. Le dolmen est figuré sur le plan cadastral de Montchevrier (section E de la Silvine, 1ère feuille) où il est dénommé "autel druidique". L'édifice est classé monument historique par la liste de 1862 sous l'orthographe erronée de Pierre à la Marque.

## Description
Le dolmen est de forme rectangulaire. Il est orienté est-ouest avec une ouverture à l'est. Il mesure 5 m de long pour une hauteur de 2,50 m. Il est recouvert d'une table de couverture en forme de losange mesurant 4 m de long sur 3,25 m de large pour une épaisseur variable de 0,70 à 0,80 m. Elle repose encore sur quatre des huit orthostates qui délimitent la chambre. Le chevet était fermé par deux dalles, d'une hauteur de 1 m, dont l'une est désormais affaissée en dehors de la chambre. L'édifice se dresse sur un monticule d'environ 5 m de diamètre qui pourrait correspondre aux restes d'un ancien tumulus ou résulter des labours successifs qui ont épargné le monument.

## Folklore
Le nom de l'édifice fait directement référence à une créature légendaire de la culture berrichonne, la marte, fée maléfique qui poursuit les hommes de ses assiduités. Selon la tradition populaire, le dolmen serait la tombe d'un général mort au combat. Une autre tradition, plus tardive, l'assimile à un autel druidique où l'on pratiquait des sacrifices humains.